# 卡鲁帕蒂亚
卡鲁帕蒂亚（Kharupatia），是印度阿萨姆邦Darrang县的一个城镇。总人口17784（2001年）。

## 人口
该地2001年总人口17784人，其中男性9607人，女性8177人；0—6岁人口2148人，其中男1099人，女1049人；识字率73.30%，其中男性为77.52%，女性为68.34%。